# E3 Prijs Vlaanderen 2000
L'E3 Prijs Vlaanderen 2000, quarantatreesima edizione della corsa, valido come evento del circuito UCI categoria 1.1, fu disputato il 25 marzo 2000 per un percorso di 209 km. Fu vinto dal russo Sergej Ivanov, al traguardo in 5h13'00" alla media di 40,06 km/h.
Dei 192 ciclisti alla partenza furono in 84 a portare a termine il percorso.

## Ordine d'arrivo (Top 10)
| Pos. | Corridore         | Squadra       | Tempo    |
| ---- | ----------------- | ------------- | -------- |
| 1    | Sergej Ivanov     | Farm Frites   | 5h13'00" |
| 2    | Geert Van Bondt   | Farm Frites   | a 56"    |
| 3    | Chris Peers       | Cofidis       | s.t.     |
| 4    | Marc Wauters      | Rabobank      | a 1'31"  |
| 5    | Hendrik Van Dijck | Palmans       | a 1'43"  |
| 6    | Peter van Petegem | Farm Frites   | s.t.     |
| 7    | Fabio Sacchi      | Polti         | s.t.     |
| 8    | Gianpaolo Mondini | Cantina Tollo | s.t.     |
| 9    | Andreas Klier     | Farm Frites   | s.t.     |
| 10   | Max van Heeswijk  | Mapei         | s.t.     |